# ASV Grünwettersbach
Der ASV (Allgemeiner Sportverein) Grünwettersbach ist ein Sportverein aus dem südöstlichen Karlsruher Vorort Grünwettersbach. Es gibt die Abteilungen Fußball, Tischtennis, Theater, Jugend, Freizeit, Fitness und  Gesundheitssport.
Die Tischtennismannschaft des ASV wurde 2015 Meister der 2. Tischtennisbundesliga Gruppe Süd und stieg nach Lizenzierung in die Tischtennisbundesliga auf.
2020 wurde der ASV Grünwettersbach Deutscher-Pokalsieger und holte den ersten Titel in der Vereins Geschichte.
Seit dem 1. Juli 2024 wurde der Verein durch eine Fusion mit dem SC Wettersbach in ASC Grünwettersbach umbenannt. 

## Geschichte
Der ASV Grünwettersbach führt seine Gründung auf das Jahr 1892 zurück. Damals entstand der Turnverein Grünwettersbach. Im Jahr 1906 wurde der Fußballclub Phönix Grünwettersbach gegründet. Beide fusionierten 1920. Nach Unterbrechungen wurde nach dem Zweiten Weltkrieg auch wieder Fußball gespielt. Seinen heutigen Namen erhielt der Klub 1949. 1950 markiert eine Zäsur. Alle Fußballer traten aus dem Verein aus und gründeten den Fußballclub Phönix Grünwettersbach (heute SC Wettersbach) wieder. Dank Neugründung der Abteilung nahm der ASV weiterhin am Fußballspielbetrieb teil. Seit diesem Jahr wird auch Tischtennis gespielt. Nachdem man die Herrenfußballmannschaf 2011 auflöste, findet man den Verein im Fußball nur noch bei den Frauen und Juniorinnen im Spielbetrieb.

## Tischtennis
| Kader der ersten Mannschaft | Kader der ersten Mannschaft | Kader der ersten Mannschaft | Kader der ersten Mannschaft | Kader der ersten Mannschaft | Kader der ersten Mannschaft |
| --------------------------- | --------------------------- | --------------------------- | --------------------------- | --------------------------- | --------------------------- |
| 2014/15                     | Robles                      | Zibrat                      | Walker                      | Erlandsen                   |                             |
| 2015/16                     | Robles                      | Zibrat                      | Walker                      | Geraldo                     |                             |
| 2016/17                     | Robles                      | Morizono                    | Walker                      | D. Qiu                      |                             |
| 2017/18                     | Walther                     | Morizono                    | Walker                      | D. Qiu                      |                             |
| 2018/19                     | Walther                     | Tokič                       | Gnanasekaran                | D. Qiu                      |                             |
| 2019/20                     | Wang                        | Rasmussen                   | Gnanasekaran                | D. Qiu                      |                             |
| 2020/21                     | Wang                        | Rasmussen                   | Kožul                       | D. Qiu                      |                             |
| 2021/22                     | Wang                        | Rasmussen                   | Kožul                       | Walther                     | Hwang                       |
| 2022/23                     | Wang                        | Apolónia                    | Kožul                       | Walther                     |                             |
| 2023/24                     | Wang                        | Apolónia                    | Kožul                       | Walther                     |                             |
| 2024/25                     | de Nodrest                  | Apolónia                    | Teodoro                     | Walther                     |                             |

Der Verein wurde 2015 in der Besetzung Álvaro Robles, Jan Zibrat, Samuel Walker und Geir Erlandsen Meister der Zweiten Bundesliga Gruppe Süd. Die Bewerbung um eine Lizenz für die TTBL war erfolgreich, so dass man in der Saison 2015/2016 für den zurückgezogenen TTC Frickenhausen den Platz in der Eliteliga einnehmen konnte. Für Erlandsen wurde João Geraldo verpflichtet. Sportstätte ist die Halle des Tischtenniszentrums ASV Grünwettersbach. Mit 15 Niederlagen aus 18 Spielen belegte der Verein am Ende den letzten Platz, musste aber nicht absteigen, da kein Zweitligist eine Lizenz für die erste Bundesliga beantragt hatte. Ab der nächsten Saison spielte Zibrat praktisch nur noch in der zweiten Mannschaft, João Geraldo verließ Grünwettersbach in Richtung der TTF Liebherr Ochsenhausen und wurde durch Masataka Morizono und Dang Qiu ersetzt. Mit insgesamt sechs Siegen – unter anderem gegen die Tabellenführer Borussia Düsseldorf und Ochsenhausen – aus 16 Spielen belegte Grünwettersbach am Ende den sechsten von neun Plätzen. Nach der Saison verließ Álvaro Robles den Verein, für ihn wurde Ricardo Walther verpflichtet. Spitzenspieler Morizono, der die beste Bilanz der Liga erzielte, stand aber wieder nicht in jedem Spiel zur Verfügung – die fünf Spiele ohne ihn gingen alle verloren, vier davon mit 2:3 –, mit sieben Siegen aus 18 Spielen kam der Verein am Ende auf den siebten Platz.
Zur Saison 2018/19 wurden Morizono und Walker durch Bojan Tokič und Sathiyan Gnanasekaran (Indien, 2019 indischer Vizemeister im Einzel) ersetzt. Trotz ausgeglichener Besetzung gelang in der Liga in den ersten acht Spielen nur ein Sieg, dafür wurde im Pokal-Viertelfinale – nach 0:2-Rückstand – Titelverteidiger Borussia Düsseldorf geschlagen, sodass Grünwettersbach zum ersten Mal das Final Four erreichte. Dort ging das Halbfinale gegen Werder Bremen verloren, in der Liga reichte es am Ende wieder für den siebten Platz. Zur Saison 2019/20 gab es erneut personelle Veränderungen, für Walther und Tokič kamen Wang Xi und Tobias Rasmussen. Zudem sollte Cho Seung-min verpflichtet werden, der südkoreanische Verband erteilte dafür allerdings keine Freigabe. Dennoch gelang nach überraschenden Siegen über Saarbrücken und Ochsenhausen der Gewinn des Pokalwettbewerbs, in der Liga belegte man zum dritten Mal in Folge den siebten Platz. Für Gnanasekaran wurden danach der Südkoreaner Hwang Min-ha und der Slowene Deni Kožul verpflichtet, wobei Hwang in der von der COVID-19-Pandemie überschatteten Saison letztlich nicht zum Einsatz kam. Mit dem vierten Platz gelang dem Verein 2021 erstmals der Einzug in die Play-offs, wo das Halbfinale gegen Düsseldorf verloren wurde.
Zur Saison 2021/22 kehrte Walther nach Grünwettersbach zurück und ersetzte dort Dang Qiu, und auch Hwang absolvierte in dieser Saison seine erste Partie für den Verein. Kožul und Wang wurden 2024 durch Leo de Nodrest und Guilherme Teodoro ersetzt.